# Ibrahim Souss
Ibrahim Souss, (Jerusalén, 1945) es un escritor y político palestino.
Cursó estudios superiores en Francia en el Instituto de Estudios Políticos de París y en la Escuela Normal de Música de París, así como en el Royal College of Music de Londres. Es doctor de Estado en Ciencias Políticas por la Universidad de París.
De 1978 a 1992 fue representante de la OLP (Organización para la Liberación de Palestina) en Francia, representante de la OLP en la Unesco de 1975 a 1980 y desde 1983 a 1985 embajador en Senegal. Con nacionalidad Yemení, en marzo de 1998 fue designado Subdirector General encargado de las actividades de la OIT en los Estados árabes, con efecto a partir del 1 de enero de 1998.
En 2003 accede al puesto de Vicepresidente de la Universidad Al-Quds de Jerusalén. Hoy es profesor de Ciencias Políticas en numerosas universidades como el Instituto Católico de Estudios Superiores (ICES) de La Roche sur Yon, y escuelas europeas como las Escuelas militares de Saint-Cyr Coëtquidan, la Geneva Graduate School of Governance de Ginebra, y la Universidad Webster en los Estados Unidos.
Aparte de su carrera política, es conocido por su carrera musical, como pianista, compositor y por su carrera literaria como poeta, novelista, y ensayista político.
Está casado con Diana Doud Tawil, hija mayor de la periodista y escritora palestina Raymonda Hawa-Tawil, y hermana de Suha Doud Tawil, viuda de Yasir Arafat.

## Obras publicadas
- Les Fleurs de l'olivier, Dialogpress, 1985.
- Lettre à un ami juif, Le Seuil, 1988.
- Les roses de l'ombre, Stock, 1989.
- Goliath, Paris, Belfond-Pré aux Clercs, 1989.
- De la Paix en général et des Palestiniens en particulier, Pré aux clercs, 1991.
- Au commencement était la pierre, Paris, Belfond-Pré aux Clercs, 1993.
- Dialogue entre Israël et la Palestine (Avec Zvi El-Peleg), Plon, 1993.
- Les Rameaux de Jéricho, DS, 1994.
- Le retour des hirondelles, Belfond, 1997.
- Loin de Jérusalem, Liana Lévi, 1998.
- Letter to a Jewish Friend, GSD, 2007.